# XHE-AAC
xHE-AAC (Extended High-Efficiency Advanced Audio Coding) - opatentowny, własnościowy kodek dźwięku z rodziny AAC.

## Historia
Kodek został opracowany przez Fraunhofer Institute for Integrated Circuit, w celu streamingu  muzyki, kompresji głosu w audiobookach lub komunikatorach internetowych oraz kompresji dźwięku w filmach.

## Cechy
Obsługuje przepływność od 6 kb/s (mono) lub 12 kb/s (stereo) do 500 kb/s (stereo). 

## Wsparcie
W 2013 kodek został wybrany do wykorzystania w Digital Radio Mondiale. 
Kodek jest wspierany w Windows 11, Android 9, iOS 13.  FFmpeg częściowo wspiera dekodowanie tego formatu. 

## Implementacje
exhale (Ecodis eXtended High-efficiency And Low-complexity Encoder) to otwartoźródłowy encoder xHE-AAC. 